# Gonzalo Vázquez Vela
Gonzalo Vázquez Vela är en ort i Mexiko.   Den ligger i kommunen Coscomatepec och delstaten Veracruz, i den sydöstra delen av landet, 220 km öster om huvudstaden Mexico City. Gonzalo Vázquez Vela ligger 1 600 meter över havet och antalet invånare är 896.
Terrängen runt Gonzalo Vázquez Vela är huvudsakligen kuperad, men söderut är den bergig. Terrängen runt Gonzalo Vázquez Vela sluttar österut. Runt Gonzalo Vázquez Vela är det tätbefolkat, med 331 invånare per kvadratkilometer. Närmaste större samhälle är Heroica Coscomatepec de Bravo, 1,9 km norr om Gonzalo Vázquez Vela. Omgivningarna runt Gonzalo Vázquez Vela är en mosaik av jordbruksmark och naturlig växtlighet.